# Korea Train Express

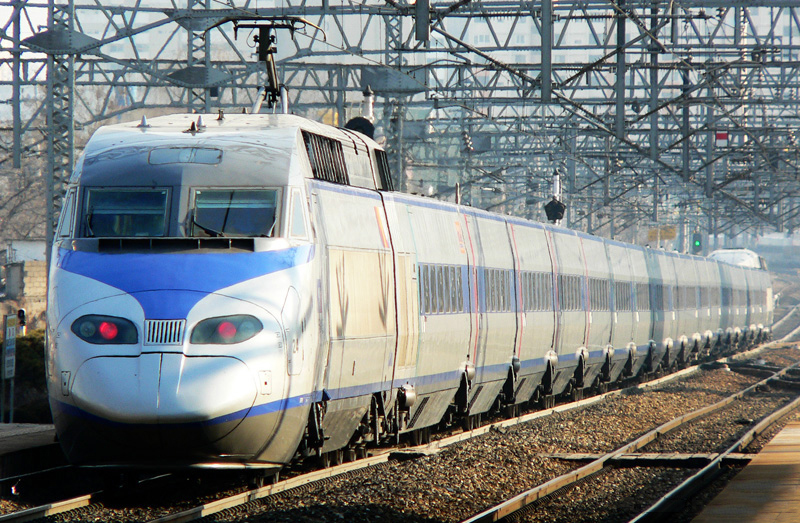
KTX-I на основі TGV

Korea Train eXpress (KTX) — швидкісна залізнична система компанії Korail в Південній Кореї.

## Історія
Будівництво розпочалося з першої черги швидкісної лінії Сеул-Пусан в 1992. Надалі проект був розділений на дві фази і включив також розвиток існуючих ліній і будівництво додаткової гілки з Сеула в Мокпхо. Технологія, використана при запуску KTX, була заснована на французькій системі TGV, проте незабаром завезені технології отримали розвиток в Кореї.
Після здачі в експлуатацію першої черги проекту рух поїздів розпочався 1 квітня 2004. В перші роки експлуатації обсяг перевезень і доходи не виправдали очікувань, однак уже з 2007 лінія стала приносити прибуток, а кількість перевезених пасажирів перевищила 100 000 осіб за день.
Друга черга на лінії Кенбусон (Сеул-Пусан) була введена в експлуатацію 1 листопада 2010. А до 2014 швидкісна лінія повинна вийти на повну потужність, коли будуть закінчені дві ділянки, що проходять через житлові райони.
У грудні 2009 почалося будівництво лінії в Мокпхо, яка повинна відкритися в 2014. Існують також плани щодо будівництва інших ліній.
Швидкість руху поїздів по лініях KTX в даний час досягає 305 км/год, хоча інфраструктура розрахована на швидкості до 350 км/год. Спочатку на лініях використовувався рухомий склад, що базувався на французькій моделі TGV Réseau, частково виробленої в Кореї. Розроблений в 2002–2008 прототип HSR-350x, який поставив рекорд швидкості на південнокорейських залізницях у 352,4 км/год, став основою експлуатованих в даний час поїздів KTX-II. На початок 2013 року триває розробка прототипу HEMU-400X, яка повинна дозволити з 2014 року почати використовувати поїзди моделі KTX-III на швидкостях до 350 км/год.

## Схема

KTX схема швидкісних залізниць Південної Кореї у січні 2018